# Antiga església de Sant Miquel Arcàngel, Centre Cultural de Altura
L'Església Primitiva de la Vila d'Altura, comarca de l'Alt Palància, va ser la primera església existent dins del recinte tancat, que componia la Vila d'Altura en els seus orígens, i nucli originari de la població, situada sobre un lleuger monticle sobre la qual es posseeixen referències des 1249.
Està catalogada com Bé Immoble de Rellevància Local amb el nom d'Antiga Església de Sant Miquel Arcàngel (Centre Cultural)  i codi 12.07.012-006.

## Història
Altura es va anar configurant en anar edificant habitatges al voltant d'aquesta primitiva església, construïda en estil gòtic valencià, possiblement sobre les restes d'una anterior mesquita musulmana, ja que el territori sobre el qual s'assenta va estar durant molt temps sota el domini àrab, fins a la reconquesta per les tropes de Jaume I d'Aragó. Aquesta forma de construir es va caracteritzar perquè els habitatges tenien les entrades a la cara que donava a l'església, presentant una façana posterior sense portes, el que va permetre defensar el nucli poblacional tot i no comptar amb emmurallament, sinó que es va tractar d'un recinte tancat pels mateixos habitatges, constitueix d'aquesta manera, el que es denominaria una "població tancada", a la qual s'accediria a través d'uns portals que es podien obrir o tancar a voluntat dels seus habitants.
Es va utilitzar com a lloc de culte fins als segles xvii i xviii, en construir una nova església parroquial, amb el mateix nom; passant a ser de propietat municipal i convertint-se en el lloc on es va situar l'escola, mentre que actualment es fa servir com a centre cultural de la Vila d'Altura. L'adequació de la primitiva església en centre cultural la va dur a terme l'empresa anomenada Societat Valenciana de Serveis a la Construcció (Vaseco), després adjudicació del projecte (amb un valor de 184.680 d'euros) per part del Ministeri de l'Habitatge, que és el que finança el mateix. La intervenció va suposar tant adequar l'església a fins culturals (sala d'exposició, de xerrades ...), com les dependències de la confrontant Casa de la Cultura, que se situa annexa a la primitiva església, i la rehabilitació i millora de l'estat del pati exterior que serveix de separació als esmentats edificis, així com la repavimentació dels carrers que els envolten.

## Descripció
Es tracta d'una església gòtica, de fàbrica de maçoneria, amb pedra angular (carreus a les cantonades que reforcen la solidesa de l'edifici) i arrebossat de calç, que presenta contraforts exteriors i una coberta a dues aigües. La seua planta és rectangular, d'una sola nau i quatre crugies, de les quals l'última és un afegit posterior a la construcció primitiva i és per això pel que s'hi poden apreciar arcs diafragmes datats al segle xiv. Per la seua banda, la tercera crugia presenta una porta mixtilínia per on, en un primer moment, s'accedia a la sagristia, mentre que una porta lateral, que actualment està encegada, permetia accedir al cementiri.